# مورغان فريمان
مورغان فريمان (بالإنجليزية: Morgan Freeman)‏ (مواليد 1 يونيو 1937) هو ممثل أمريكي، رشح لجائزة الأوسكار عدة مرات عن أفلام منها توصيل الأنسة دايزي والخلاص من شوشناك وفاز بجائزة الأوسكار لأفضل ممثل مساند عن دوره في فيلم فتاة المليون دولار، كما ظهر في عدة أفلام منها سبعة ووانتد وبداية باتمان.

## البدايات
ولد مورغان فريمان في 1 يونيو 1937 في ممفيس بولاية تينيسي الأمريكية  ، لأسرة متواضعة الحال، والدته هي مامي إدنا (ني ريفير ، 1912-2000) ، معلمة ، أما والده مورغان بورترفيلد فريمان (6 يوليو 1915-27 أبريل 1961)  ، فهو حلاق توفي بتليف الكبد عام 1961. ولديه ثلاثة أشقاء أكبر منه. انضم إلى سلاح الطيران الأمريكي بعد التخرج من المدرسة الثانوية مباشرة ومكث في الخدمة العسكرية خمس سنوات حيث عمل اخصائي ردار قبل أن يتخصص في دراسة التمثيل بكلية لوس انجلوس. وبعد التخرج مارس العمل المسرحي لعدة سنوات إلى أن وصل إلى مسارح برودواي في نيويورك عام 1968 حيث شارك ببطولة المسرحية الغنائية الشهيرة «هيلو دولي» التي قدمت آنذاك بطاقم كامل من الممثلين السود وأَدَّت دور البطولة فيها الممثلة والمغنية الأمريكية السوداء الشهيرة بيرل بيلي، أما عن السينما فقد بدأ العمل بها مع حلول السبعينات، لكنه لم يحصل على أدوار بارزة إلا مع حلول الثمانينات، والتي ساعدته على المشاركة في العديد من الأفلام الهامة مثل (Driving Miss Daisy, Glory, Unforgiven, Seven). ترشح مورجان فريمان للأوسكار عدة مرات، لكنه نالها مرة واحدة عن دوره في في Million Dollar Baby

## المشوار الفني
عام 1971 ظهر الممثل مورغان فريمان في باكورة أفلامه السينمائية وهو فيلم «من يقول إنني لا أستطيع ركوب قوس قزح؟»، إلا انه لم يقم بعد ذلك بأي دور سينمائي على مدى تسع سنوات، حيث تفرغ خلال تلك الفترة للعمل التلفزيوني والمسرحي، واقترن اسمه على مدى خمس سنوات ببرنامج تلفزيوني تعليمي قبل العودة إلى المسرح في طائفة منوعة من الأعمال المسرحية، كما شارك في عام 1980 ببطولة الفيلم التلفزيوني «أتيكا» المبني على قصة حقيقية تتعلق بأعمال الشغب التي وقعت في سجن أتيكا بولاية نيويورك عام 1971.
وفي نفس العام عاد مورغان فريمان إلى السينما في الفيلم المتميز «بروباكر»، وهو فيلم مبني أيضاً على قصة حقيقية تكشف مآسي السجون في الجنوب الأمريكي. «حكايته حكاية مع السجون».
ومنذ ذلك الوقت شارك مورغان فريمان ببطولة أكثر من عشرين فيلماً من أبرزها فيلم «شاهد عيان» و«هاري وابنه» و«ابن الشوارع» (1987)، وهو فيلم مبني على قصة حقيقية أيضاً تتعلق بحياة الجريمة والمومسات والقوادين في نيويورك. وأثار الأداء الواقعي للممثل مورجان فريمان في هذا الفيلم اهتمام النقاد،
ورشح عن دوره لجائزة أوسكار لأول مرة، وفاز بعدد من جوائز روابط النقاد الأمريكيين، ومنها جائزة رابطة نقاد نيويورك وجائزة رابطة نقاد لوس انجلوس وجائزة المجلس القومي الأمريكي لاستعراض الأفلام السينمائية، وهو أقدم روابط لنقاد السينما في الولايات المتحدة. ويقول مورجان فريمان انه وظف في ادائه في فيلم «ابن الشوارع» ما كان يراه في شوارع الأحياء الفقيرة لمدينة نيويورك التي كان يعيش فيها خلال فترة كفاحه الفنية.
وكان فيلم «ابن الشوارع» نقطة تحول مهمة في المشوار السينمائي للممثل مورجان فريمان. فقد تحول بعد هذا الفيلم إلى القيام بأدوار البطولة في أفلامه، ومنها فيلم «إتكيء علي» وأعقب ذلك في عام 1989 بفيلم توصيل الأنسة دايزي الذي فاز بجائزة الأوسكار لأفضل فيلم ورشح عن دوره فيه لجائزة الأوسكار للمرة الثانية.
وفي نفس العام قام ببطولة الفيلم المتميز المجد، وهو فيلم مبني على قصة حقيقية تتعلق بأول فوج عسكري للأمريكيين السود في الحرب الأهلية الأمريكية.
كما قام مورغان فريمان في عام 1993 بإخراج الفيلم الدرامي «بوبها» الذي تقع أحداثه في جنوب أفريقيا أثناء مرحلة الفصل العنصري، وحقق هذا الفيلم نجاحاً فنياً كبيراً، ويضم الفيلم مجموعة من الممثلين الأمريكيين السود القديرين وفي مقدمتهم دنزل واشنطن وداني غلوفر وألفري وودارد، وهو الفيلم الوحيد الذي أخرجه فريمان حتى الآن.
ثم تتالت أدواره الجميل في التسعينات فكان دوره الجميل في فيلم الخلاص من شوشناك. والفيلم المثير مع براد بيت سبعة من إخراج ديفيد فينشر. ثم قدم أداء أعجب الكثير مع النجمة أشلي جاد في kiss the girls وفي عام 2004 شارك بالفيلم الحائز على الاوسكار للعام وهو " فتاة المليون دولار مع النجم الكيبر كلينت إيستوود وهيلاري سوانك التي حصلت على جائزة الاوسكار لافضل ممثله عن دور رئيسي، تدور احداث الفيلم حول فتاة ترغب بدخول عالم الملاكمة وهي تبلغ من العمر 32 حين تتخطى المستحيل بمساعدة مدربها الذي اقتنع بعد محوارات طويله.
وفي عام 2005 شارك بالفيلم الشهير «بداية باتمان» مع النجم كريستيان بيل الذي قام بدور باتمان. ثم قام بدور رئيس عصابة في فيلم «رقم الحظ سليفين» عام 2006 الذي أخرجه Paul McGuigan. وشاركه البطولة النجم بروس ويليس.
و في عام 2008 شارك في فيلم (فارس الظلام) الذي يتبع فيلم (بداية باتمان) وبعدها في 2012 شارك في فيلم (نهوض فارس الظلام) وهو أخر فيلم لباتمان حتى الآن مع النجم ((كريستيان بيل)) وقام مورغان فيه بدور لوشيوس فوكس الذي يساعد باتمان في الحصول على أدواته وأسلحته ويعينهُ بروس واين كرئيس لشركته فيما بعد.
كما أقتحم مورغان مجال البرامج الوثائقية، ففي عام 2012، أَصْدَرَ السلسلة الوثائقية «عبر الثقب الدودي مع مورغان فريمان»، والتي صدر منها حتى الآن 7 مواسم، تتمحور في استكشاف أعمق أسرار الوجود، والإجابة عن الأسئلة التي حيرت البشرية إلى الأبد. مثل: من ماذا صنعنا نحن؟ أنحن حقًا بمفردنا في هذا الكون، وغيرها من الأسئلة.. كما له سلسلة وثائقية أخرى، تتعلق بالمعتقدات والأديان، عنوانها قصة مع مورغان فريمان، صدر منها الموسم الأول عام 2016، في 6 حلقات، وبدأ صدورة الحلقات الأولى من الموسم الثاني بداية عام 2017.
إلا أن العلامة المميزة لمورغان فريمان تكمن في كونه ممثلاً موهوباً وقديراً يفرض وجوده في جميع الأدوار السينمائية التي يؤديها، مهما تنوعت تلك الأدوار، مما وضعه عن جدارة وإستحقاق في مرتبة أعظم الممثلين الأمريكيين المعاصرين.

## حياته الشخصية

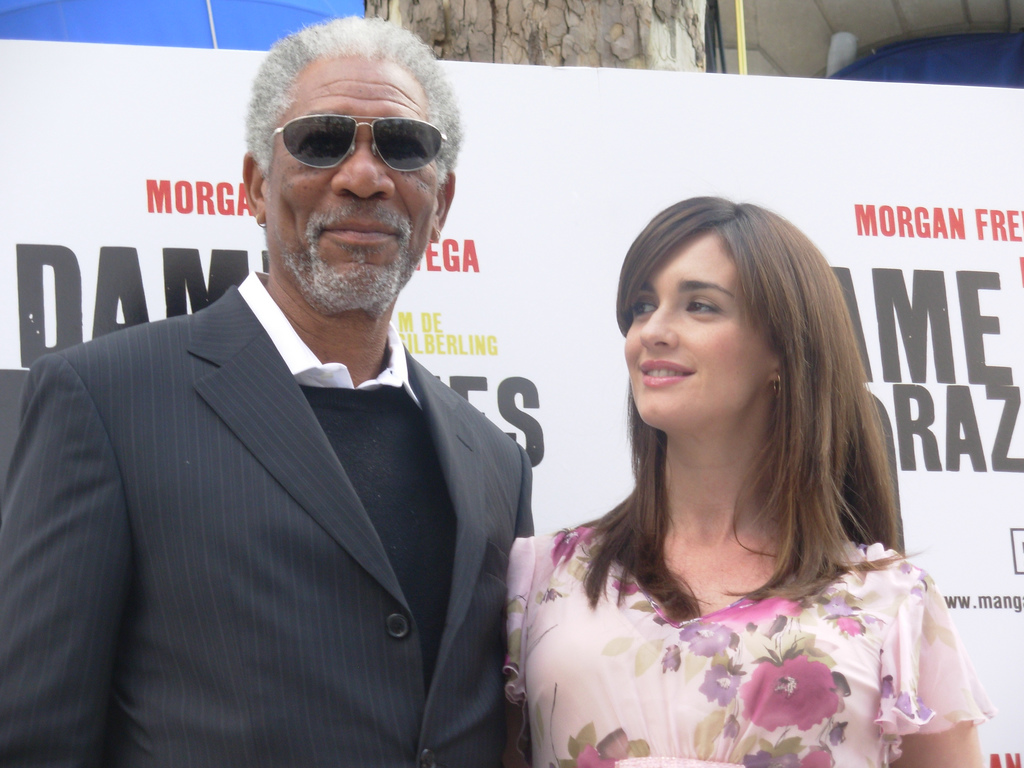
مورغان فريمان و باز فيغا في عرض فيلم "10 عناصر أو أقل" في مدريد (إسبانيا)

منذ وقت مبكر من حياته، حظي فريمان بطفلين خارج إطار الزواج؛ أحدهما هو ألفونسو فريمان.
كان فريمان متزوجًا من جانيت أدير برادشو في الفترة من 22 أكتوبر 1967 حتى 18 نوفمبر 1979.
تزوّج فريمان من ميرنا كولي لي في 16 يونيو، 1984. انفصل الزوجان في ديسمبر 2007 وحصلا على الطلاق في 15 سبتمبر 2010. تبنّى فريمان وكولي لي حفيدة زوجته من زواجه الأول، إيدينا هاينز، وربّاها معًا. في 16 أغسطس 2015، قُتلت هاينز في مدينة نيويورك عن عمر 33 عامًا.
في عام 2008، كشفت السلسلة التلفزيونية «حياة الأمريكيين الأفارقة 2» أن بعض أجداد فريمان كانوا من العبيد الذين هاجروا من ولاية كارولينا الشمالية إلى ولاية مسيسيبي. اكتشف فريمان أن جدّ جدّه القوقازي (من طرف أمه) عاش مع زوجته (جدة جدة فريمان) الأمريكية من أصل أفريقي ودُفِن بجانبها (في الجنوب المنفصل، لم يكن بإمكان الاثنين الزواج من الناحية القانونية في ذلك الوقت). أظهر فحص للحمض النووي في السلسلة أنه ينحدر جزئيًا من شعب سونغاي والطوارق في النيجر.

### تربية النحل
بعد أن شعر بالقلق إزاء تراجع نحل العسل، قرر فريمان تحويل مزرعته التي تبلغ مساحتها 124 فدانًا إلى محمية للنحل في يوليو 2014، بدءًا من 26 خلية نحل.

### الطيران
حصل فريمان على رخصة طيار خاص في سن الخامسة والستين. يمتلك فريمان حتى الآن ما لا يقل عن ثلاث طائرات خاصة، بما فيها طائرة سيسنا سايتيشن 501 وطائرة سيسنا 414 ذات المحركين. في عام 2007، اشترى طائرة إيميفيست إس جي30 الخاصة طويلة المدى واستلمها في ديسمبر 2009. وهو يحمل رخصًا لقيادتها جميعها.

### صحته
أصيب فريمان بحادث سيارة بالقرب من رولفيل، ميسيسيبي، في ليلة 3 أغسطس 2008. خرجت السيارة التي كان يستقلها، وهي نيسان ماكسيما 1997، عن مسار الطريق السريع وانقلبت عدة مرات. أُنقذ هو ومن كانت برفقته، ديماريس ماير، من السيارة باستخدام «المقص الهيدروليكي». نُقل فريمان بوساطة مروحية طبية إلى مستشفى المركز الطبي الإقليمي (The Med) في ممفيس. استبعدت الشرطة الكحول عاملًا لوقوع الحادث. كان فريمان متماسكًا عقب التحطم، ومازح مصورًا حول التقاط صورة له في مكان الحادث. تعرّض كتفه الأيسر وذراعه ومرفقه لكسور جراء التحطم، وأُجريت له عملية جراحية في 5 أغسطس 2008. استغرقت العملية الجراحية مدة أربع ساعات لإصلاح تلف الأعصاب في كتفه وذراعه. في برنامج بيرس مورغان تونايت على شبكة سي إن إن صرّح بأنه أعسر لكنه لا يستطيع تحريك أصابع يده اليسرى. يرتدي قفاز ضغط لمنع تجمع الدم عند عدم الحركة. أعلن وكيله أنه من المتوقع أن يتعافى بالكامل. رفعت ماير، التي كانت ترافقه بالسيارة، دعوى قضائية ضده بسبب الإهمال، مدعية أنه تناول المشروب ليلة الحادث. بعد ذلك، تمت تسوية الدعوى مقابل مبلغ لم يُكشف عنه.

### ممتلكاته
يعيش فريمان في تشارلستون، ميسيسيبي، ومدينة نيويورك. وهو يمتلك ويدير غراوند زيرو، نادي البلوز في كلاركسديل، ميسيسيبي. كان في السابق يملك بالشراكة ماديدي، وهو مطعم فاخر في كلاركسديل أيضًا.

### آراؤه الدينية
في مقابلة عام 2012 مع The Wrap، سُئل فريمان عما إذا كان يعتبر نفسه ملحدًا أم لا أدريًا. أجاب: «إنه لسؤال صعب لأنه كما قلت في البداية، أعتقد أننا نحن من اخترع الله. لذلك إذا كنت أؤمن بالله -وأنا أؤمن به- فهذا لأنني أعتقد أنني الله». قال فريمان لاحقًا أن تجربته في العمل على « قصة الله مع مورغان فريمان» لم تغير وجهات نظره بشأن الدين.

## الجوائز والترشيحات

### الترشيحات لجائزة الأوسكار
- أفضل ممثل مساعد عام 1988 عن فيلم Street Smart
- أفضل ممثل رئيسي عام 1990 عن فيلم Driving Miss Daisy
- أفضل ممثل رئيسي عام 1995 عن فيلم The Shawshank Redemption
- أفضل ممثل مساعد عام 2005 عن فيلم Million Dollar Baby وفاز بها
- أفضل ممثل رئيسي عام 2010 عن فيلم Invictus

### الترشيحات لجائزة الجولدن جلوب
- أفضل ممثل مساعد عام 1988 عن فيلم Street Smart
- أفضل ممثل رئيسي عام 1990 عن فيلم Driving Miss Daisy وفاز بها
- أفضل ممثل رئيسي عام 1995 عن فيلم The Shawshank Redemption
- أفضل ممثل مساعد عام 2005 عن فيلم Million Dollar Baby
- أفضل ممثل رئيسي عام 2010 عن فيلم Invictus

## قائمة أعمال فريمان
- Brubaker (1980)
- Marie (1985)
- That Was Then... This Is Now (1985)
- Street Smart  [لغات أخرى]‏ (1987)
- المجد (فيلم 1989) (1989)
- توصيل الآنسة دايزي (1989)
- Lean on Me  [لغات أخرى]‏ (1989)
- Johnny Handsome (1989)
- روبن هود: أمير اللصوص (1991)
- غير مغفور (فيلم) (1992)
- الخلاص من شاوشانك (1994)
- التفشي (1995)
- سبعة (فيلم) (1995)
- Moll Flanders  [لغات أخرى]‏ (1996)
- أميستاد (فيلم) (1997)
- تقبيل الفتيات (1997)
- ديب إمباكت (فيلم) (1998)
- Nurse Betty (2000)
- Along Came a Spider  [لغات أخرى]‏ (2001)
- مجموع كل المخاوف (2002)
- جرائم عليا (فيلم) (2002)
- بروس الخارق (فيلم) (2003)
- فتاة المليون دولار (فيلم) (2004)
- داني ذا دوج (2005)
- An Unfinished Life (2005)
- بداية باتمان (2005)
- رقم الحظ سليفين (2006)
- 10 Items or Less  [لغات أخرى]‏ (2006)
- إيفان الكبير (2007)
- رحلت الطفلة رحلت (فيلم) (2007)
- قائمة الدلو (2007)
- Feast of Love (2007)
- وانتد (فيلم) (2008)
- فارس الظلام (2008)
- الذي لا يقهر (فيلم) (2009)
- ريد (فيلم 2010) (2010)
- حكاية دولفين (فيلم) (2011)
- نهوض فارس الظلام (2012)
- سحر بيلي إيزلي (2012)
- سقوط البيت الأبيض (2013)
- النسيان (فيلم) (2013)
- الآن أنت تراني (2013)
- فيغاس الأخيرة (2013)
- فيلم ليغو (2014)
- تسامي (فيلم) (2014)
- لوسي (فيلم) (2014)
- حكاية دولفين 2 (2014)
- Momentum (2015)
- تيد 2 (2015)
- سقوط لندن (2016)
- قصة الله مع مورغان فريمان (2016)
- الآن أنت تراني 2 (2016)
- أسلوب الذهاب (فيلم 2017) (2017)
- كسارة البندق والعوالم الأربعة (2018)
- روز السامة (2019)

## روابط خارجية
- مورغان فريمان على موقع IMDb (الإنجليزية)
- مورغان فريمان على موقع ميتاكريتيك (الإنجليزية)
- مورغان فريمان على موقع الموسوعة البريطانية (الإنجليزية)
- مورغان فريمان على موقع روتن توميتوز (الإنجليزية)
- مورغان فريمان على موقع مونزينجر (الألمانية)
- مورغان فريمان على موقع قاعدة بيانات الأفلام العربية
- مورغان فريمان على موقع ألو سيني (الفرنسية)
- مورغان فريمان على موقع ميوزك برينز (الإنجليزية)
- مورغان فريمان على موقع تيرنر كلاسيك موفيز (الإنجليزية)
- مورغان فريمان على موقع أول موفي (الإنجليزية)